# 萨尔苏埃拉德尔皮纳尔
萨尔苏埃拉德尔皮纳尔，是西班牙卡斯蒂利亚-莱昂塞戈维亚省的一个市镇。 总面积18平方公里，总人口573人（2001年），人口密度32人/平方公里。